# Craig Porter
Craig Porter jr. (Terre Haute, 26 febbraio 2000) è un cestista statunitense, professionista nella NBA con i Cleveland Cavaliers.

## Carriera
Dopo aver trascorso la carriera universitaria tra i VU Trailblazers e i WSU Shockers, il 7 luglio 2023, dopo non essere stato scelto al Draft NBA, viene firmato dai Cleveland Cavaliers con un two-way contract.

## Statistiche

### College
| Anno      | Squadra      | PG | PT | MP   | TC%  | 3P%  | TL%  | RP  | AP  | PRP | SP  | PP   |
| --------- | ------------ | -- | -- | ---- | ---- | ---- | ---- | --- | --- | --- | --- | ---- |
| 2020-2021 | WSU Shockers | 19 | 2  | 12,9 | 38,9 | 40,0 | 58,8 | 2,1 | 1,5 | 0,4 | 0,4 | 2,1  |
| 2021-2022 | WSU Shockers | 25 | 24 | 26,9 | 42,6 | 34,1 | 73,5 | 4,9 | 3,6 | 1,6 | 1,1 | 7,3  |
| 2022-2023 | WSU Shockers | 31 | 30 | 33,6 | 47,8 | 36,3 | 68,5 | 6,2 | 4,9 | 1,5 | 1,5 | 13,5 |
| Carriera  | Carriera     | 75 | 56 | 26,1 | 45,6 | 35,8 | 69,0 | 4,7 | 3,6 | 1,3 | 1,1 | 8,6  |

### NBA

#### Regular Season
| Anno      | Squadra             | PG  | PT | MP   | TC%  | 3P%  | TL%  | RP  | AP  | PRP | SP  | PP  |
| --------- | ------------------- | --- | -- | ---- | ---- | ---- | ---- | --- | --- | --- | --- | --- |
| 2023-2024 | Cleveland Cavaliers | 51  | 6  | 12,7 | 50,9 | 35,3 | 73,2 | 2,1 | 2,3 | 0,4 | 0,3 | 5,6 |
| 2024-2025 | Cleveland Cavaliers | 51  | 1  | 10,1 | 51,4 | 43,8 | 71,9 | 1,3 | 1,4 | 0,3 | 0,3 | 3,7 |
| Carriera  | Carriera            | 102 | 7  | 11,4 | 51,1 | 40,2 | 72,7 | 1,7 | 1,9 | 0,4 | 0,3 | 4,6 |

#### Playoffs
| Anno     | Squadra             | PG | PT | MP  | TC%  | 3P% | TL% | RP  | AP  | PRP | SP  | PP  |
| -------- | ------------------- | -- | -- | --- | ---- | --- | --- | --- | --- | --- | --- | --- |
| 2025     | Cleveland Cavaliers | 6  | 0  | 5,8 | 50,0 | 0,0 | -   | 1,0 | 1,5 | 0,5 | 0,3 | 2,0 |
| Carriera | Carriera            | 6  | 0  | 5,8 | 50,0 | 0,0 | -   | 1,0 | 1,5 | 0,5 | 0,3 | 2,0 |

### G League
| Anno      | Squadra          | PG | PT | MP   | TC%  | 3P%  | TL%  | RP  | AP  | PRP | SP  | PP   |
| --------- | ---------------- | -- | -- | ---- | ---- | ---- | ---- | --- | --- | --- | --- | ---- |
| 2023-2024 | Cleveland Charge | 2  | 2  | 36,4 | 51,4 | 33,3 | 100  | 4,5 | 5,5 | 2,5 | 1,5 | 23,5 |
| 2024-2025 | Cleveland Charge | 8  | 8  | 31,9 | 46,3 | 29,5 | 81,8 | 4,8 | 6,9 | 2,4 | 0,6 | 15,5 |
| Carriera  | Carriera         | 10 | 10 | 32,8 | 47,6 | 30,4 | 86,7 | 4,7 | 6,6 | 2,4 | 0,8 | 17,1 |